# 江崎裕子
江崎 裕子（えざき ひろこ、1965年11月5日 - ）は、NHK北九州放送局の契約キャスター。

## 来歴
福岡県北九州市出身。
NHK北九州放送局の契約キャスターを務めた後、1998年4月から熊本県民テレビ (KKT) のアナウンサーを務めていた。
その後はNHKカルチャー北九州教室の講師として活動。同教室が2017年に閉講するまでの間、「話しことばレッスン」と「歌舞伎へ行こう！」の2講座を受け持っていた。また2015年からは、再びNHK北九州放送局のキャスターを務めている。

## 担当番組
- さわやかハーモニー（熊本県民テレビ）[1]
- ニュース・気象情報（NHK北九州放送局）[2]
- ラジオニュース北九州（NHK北九州放送局）[5]
- きたきゅーラジオ（NHK北九州放送局）[5]